# Louis Le Forestier
Louis le Forestier, comte d'Osseville est un homme politique français. Il est maire de Caen du 2 juin 1824 au 18 août 1830.

## Biographie
Louis le Forestier, comte d'Osseville est né à Caen le 27 octobre 1784.
Il est nommé maire de Vendeuvre en 1811 jusqu'en 1814. Il est ensuite maire du Fresne-Camilly. La même année, il devient volontaire de la garde nationale à cheval de Paris. Le 20 mars 1815, il s'enrôle dans les volontaires royaux de l'arrondissement de Caen.
Il entre en politique en 1816 en remplaçant son père au conseil général du Calvados. Il est nommé maire de Caen par ordonnance royale le 2 juin 1824 en remplacement de son cousin germain Augustin Le Forestier. Il est fait chevalier de la légion d'honneur le 8 juin 1825.
Il est membre de la société d'agriculture et de commerce de Caen.
Il meurt à Caen le 6 avril 1857.